# Catalina Fernández de Córdoba y Ponce de León
Catalina Fernández de Córdoba-Figueroa y Ponce de León (Zafra, 25 de agosto de 1547 - Montilla, 27 de septiembre de 1574), fue una noble española perteneciente a las Casas de Aguilar y de Feria, III marquesa de Priego y IX señora de Aguilar de la Frontera, XII de la Casa y Estado de Córdoba, de Montilla, Duernas, Santa Cruz, El Puente de Don Gonzalo, Castillo Anzur, Carcabuey, Monturque, Montealegre y Meneses. 

## Biografía
Fue hija de Pedro Fernández de Córdoba, IV conde de Feria, y de Ana de la Cruz Ponce de León.
Tras la muerte prematura de su hermano Lorenzo (Constantina, 1548 - Priego de Córdoba, 1551), se convirtió en la única heredera de sus progenitores. Por ello, sucedió a su abuela paterna Catalina Fernández de Córdoba en el marquesado de Priego, pero el condado de Feria y todos los señoríos asociados a él pasaron a su tío Gómez Súarez de Figueroa por la rigurosa agnatura que rige esta Casa.
Desposó en Montilla, en 1563, a su tío Alfonso Fernández de Córdoba y Figueroa, I marqués de Villafranca, señor de Castro del Río, gentilhombre de cámara de los reyes Carlos I y Felipe II. Este matrimonio se pactó con la intención de perpetuar el apellido Fernández de Córdoba en la casa de Priego. Su hijo primogénito Pedro les sucedió en sus mercedes y honores.
| Predecesor: Catalina Fernández de Córdoba | Marquesa de Priego 1569 - 1574 | Sucesor: Pedro Fernández de Córdoba |

- Datos: Q5758126